# Legió Llibertat de Rússia
La Legió per la Llibertat de Rússia (rus: Легион «Свобода России») és un grup armat integrat per ciutadans russos opositors al govern de Vladímir Putin. Contràriament a la majoria de grups armats opositors al govern rus, no es tracta d'una organització d'ultradreta sinó més aviat liberal, tot i que no proclamen cap ideologia. Alguns dels seus membres viuen a Ucraïna i s'han posicionat obertament en contra de la invasió russa d'aquest país ja que es defineixen obertament anti-Kremlin i defensen que tenen com a objectiu “alliberar Rússia de la dictadura de Vladímir Putin”.
Malgrat que ja havien dut a terme diversos sabotatges en contra de les forces russes, entre els quals l'assassinat de Maria Duguina, la filla de l'ideòleg utradretà Alexander Duguin, amb un cotxe bomba, no van rebre especial atenció fins que van dur a terme una sèrie d'atacs a l'óblast russa de Bélgorod el 22 de maig de 2023, en el que fou la incursió més important feta per forces opositores russes des de l'inici de la guerra.
La Legió per la Llibertat de Rússia es va formar a partir d'una companyia de l'exèrcit rus (més de 100 persones) que va desertar voluntàriament al bàndol ucraïnès pocs dies després de l'inici de les hostilitats. Segons el comandant de la companyia, el 27 de febrer de 2022, es van unir al bàndol ucraïnès amb l'ajuda del Servei de Seguretat d'Ucraïna per "protegir els ucraïnesos dels feixistes reals". També va fer una crida als seus compatriotes, soldats de l'exèrcit rus, a unir-se a la Legió per la Llibertat de Rússia, per tal de salvar el seu propi poble i el país "de la humiliació i la destrucció". Es dona la circumstància que el seu fundador, l'exdiputat rus Ilya Ponomarev, fou l'únic que, el 2014, va votar contra l'annexió de la península de Crimea a la Duma.
Segons Aleksei Arestovitx, exassessor del president ucraïnès Volodomir Zelenski, al juny la Legió estava formada per unes 250 persones. També segons ell, inicialment, la Legió de la Llibertat de Rússia només va reclutar presoners de guerra russos que havien canviat de punt de vista; però més endavant va començar a acceptar homes que encara eren a Rússia.
El 31 d’agost van ser un dels signants d'una declaració de cooperació i de coordinació política amb l’Exèrcit Nacional Republicà i el Cos de Voluntaris Russos (RDK per les seves sigles en rus), formacions militars integrades per russos que combaten les forces regulars de Rússia.
El 22 de maig de 2023, la Legió va dur a terme un atac a l'óblast de Bélgorod, fronterera amb Ucraïna, conjuntament amb altres grups russos opositors a Rússia. Segons Denís Nikitin, líder del Cos de Voluntaris Russos que també va participar en l'atac, els paramilitars van arribar a penetrar 42 quilòmetres en territori rus i van controlar diverses localitats de Bélgorod durant un dia.